# Ruthmannsweiler
Ruthmannsweiler (fränkisch: Rudmadswahla bzw. Wahla)  ist ein Gemeindeteil der Stadt Scheinfeld im Landkreis Neustadt an der Aisch-Bad Windsheim (Mittelfranken, Bayern). Die Gemarkung Ruthmannsweiler hat eine Fläche von 3,017 km². Sie ist in 319 Flurstücke aufgeteilt, die eine durchschnittliche Flurstücksfläche von 9457,17 m² haben.

## Lage
Das Dorf liegt am Weinmannsbach (im Unterlauf Nutzgraben genannt), einem linken Zufluss des Laimbachs. Im Norden wie auch im Osten schließen sich Erhebungen des Steigerwaldes an. Die Kreisstraße NEA 30 führt nach Unterlaimbach (1,4 km südwestlich) bzw. nach Staatsstraße 2259 bei Thierberg (2,9 km nördlich).

## Geschichte
Der Ort wurde im Würzburger Lehenbuch, das im Zeitraum von 1303 bis 1313 entstanden ist, als „Wiler“ erstmals urkundlich erwähnt. Das Bestimmungswort, der Personenname Ruodmār, findet sich in unterschiedlicher Schreibweise in den Urkunden ab dem 14. Jahrhundert, wohl zur Unterscheidung zu dem in der Nähe gelegenen Hohlweiler, das ursprünglich ebenfalls nur als „Wiler“ bezeichnet wurde. Ruthmannsweiler war bis ins 15. Jahrhundert ein Lehen der Casteller Grafen und kam dann an das Adelsgeschlecht Schwarzenberg.
Im Jahre 1806 kam Ruthmannsweiler zum Königreich Bayern. Im Rahmen des Gemeindeedikts (frühes 19. Jahrhundert) wurde Ruthmannsweiler dem Steuerdistrikt Scheinfeld zugeordnet. Mit dem Zweiten Gemeindeedikt (1818) entstand die Ruralgemeinde Ruthmannsweiler, zu der Schlackenmühle gehörte. Sie war in Verwaltung und Gerichtsbarkeit dem Herrschaftsgericht Schwarzenberg zugeordnet und in der Finanzverwaltung zunächst dem Rentamt Scheinfeld, nach dessen Auflösung im Jahr 1818 dem Rentamt Iphofen. 1852 kam Ruthmannsweiler an das Landgericht Scheinfeld. Für die Verwaltung war ab 1862 das Bezirksamt Scheinfeld zuständig (1939 in Landkreis Scheinfeld umbenannt) und für die Finanzverwaltung ab 1879 das Rentamt Markt Bibart (1919–1929: Finanzamt Markt Bibart, von 1929 bis 1972: Finanzamt Neustadt an der Aisch, seit 1972: Finanzamt Uffenheim). Die Gerichtsbarkeit blieb bis 1879 beim Landgericht Scheinfeld, von 1880 bis 1973 war das Amtsgericht Scheinfeld zuständig, seitdem ist es das Amtsgericht Neustadt an der Aisch. 1964 hatte die Gemeinde eine Gebietsfläche von 3,000 km². Am 1. Januar 1976 wurde Ruthmannsweiler im Zuge der Gebietsreform in Bayern nach Scheinfeld eingemeindet.

### Ehemaliges Baudenkmal
- Gemeindehaus. Erdgeschossiger verputzter Massivbau von zwei zu drei Achsen, mit Satteldach und eingeschossigem Fachwerkgiebel mit wandhohem Andreaskreuz, 18./19. Jahrhundert. An der Traufseite Tür und Scheunentor. Über dem Giebel vierseitiger hölzerner Dachreiter mit Glocke; stichbogige Schallöffnungen. Eingezogen achtseitige Dachzwiebel, schiefergedeckt, mit Knaufstange, Knauf und Windfahne (bezeichnet „1950“).[13]

### Einwohnerentwicklung
| Jahr      | 1818  | 1840   | 1852   | 1855   | 1861   | 1867   | 1871   | 1875   | 1880   | 1885   | 1890   | 1895   | 1900   | 1905   | 1910   | 1919   | 1925   | 1933   | 1939   | 1946   | 1950   | 1952   | 1961   | 1970   | 1987  |
| Einwohner | 86    | 92     | 96     | 95     | 99     | 108    | 128    | 121    | 140    | 110    | 95     | 112    | 98     | 83     | 85     | 76     | 73     | 68     | 71     | 106    | 96     | 87     | 77     | 81     | 69    |
| Häuser    | 18    | 17     |        |        |        |        | 21     |        |        | 20     | 22     |        | 22     |        |        |        | 20     |        |        |        | 17     |        | 15     |        | 16    |
| Quelle    | [ 8 ] | [ 15 ] | [ 16 ] | [ 16 ] | [ 17 ] | [ 18 ] | [ 19 ] | [ 20 ] | [ 21 ] | [ 22 ] | [ 23 ] | [ 16 ] | [ 24 ] | [ 16 ] | [ 25 ] | [ 16 ] | [ 26 ] | [ 16 ] | [ 16 ] | [ 16 ] | [ 27 ] | [ 16 ] | [ 10 ] | [ 28 ] | [ 2 ] |

## Religion
Ruthmannsweiler ist seit der Reformation evangelisch-lutherisch geprägt und nach St. Veit (Unterlaimbach) gepfarrt.